# Jardín de Bóboli
El Jardín de Bóboli (en italiano: Giardino di Boboli) es un famoso jardín situado en la ciudad de Florencia, en la región de Toscana, Italia. Se encuentran en la margen sur del río Arno, tras el Palacio Pitti, construido por los Pitti, rivales de los Médici, la familia noble que controlaba Florencia.
Los Médici compraron el palacio en 1550 y llevan a cabo, entre otras intervenciones como un patio interior de Bartolomeo Ammanati, unos jardines que unen el Palacio Pitti con la Fortaleza del Mirador (del Belvedere en italiano). El resto del jardín (que se extiende hacia un lado) es del siglo XVII.
Los jardines de los Médici se sitúan sobre una antigua cantera que aprovechan para crear un teatro con graderío, en el cual se representaron algunas de las primeras óperas de la historia. Hay dos recorridos fundamentales:
- Uno recto en el que encontramos un ninfeo, el teatro, la fuente de Neptuno y una estatua de la diosa Fortuna

- Otro en zigzag en el que encontramos varias grutas.

Fueron abiertos al público en 1766. Numerosas estatuas, de diversos estilos y periodos, se encuentran distribuidas por el jardín.

## Elementos de arte

### Gruta grande
Una de las grutas más importantes del recorrido está en los jardines florentinos de Bóboli, es la llamada Gruta grande, fue diseñada por Bernardo Buontalenti. Esta gruta esta completamente cubierta de roca, en la entrada consta de dos columnas con un dintel sobre ellas, en esta se encuentran algunas copias de unos esclavos hechas por Miguel Ángel. La idea principal de este espacio era la de representar la creación del mundo.

### La Fuente de Neptuno
Esta fuente es una representación del océano, en el centro se encuentra la estatua de Rey Neptuno realizada por Stoldo Lorenzi. La corriente de la fuente desemboca en el mediterráneo y atraviesa la capital rodeada de diversos ríos como el Río Nilo y el Río Ganges.

## Galería de imágenes

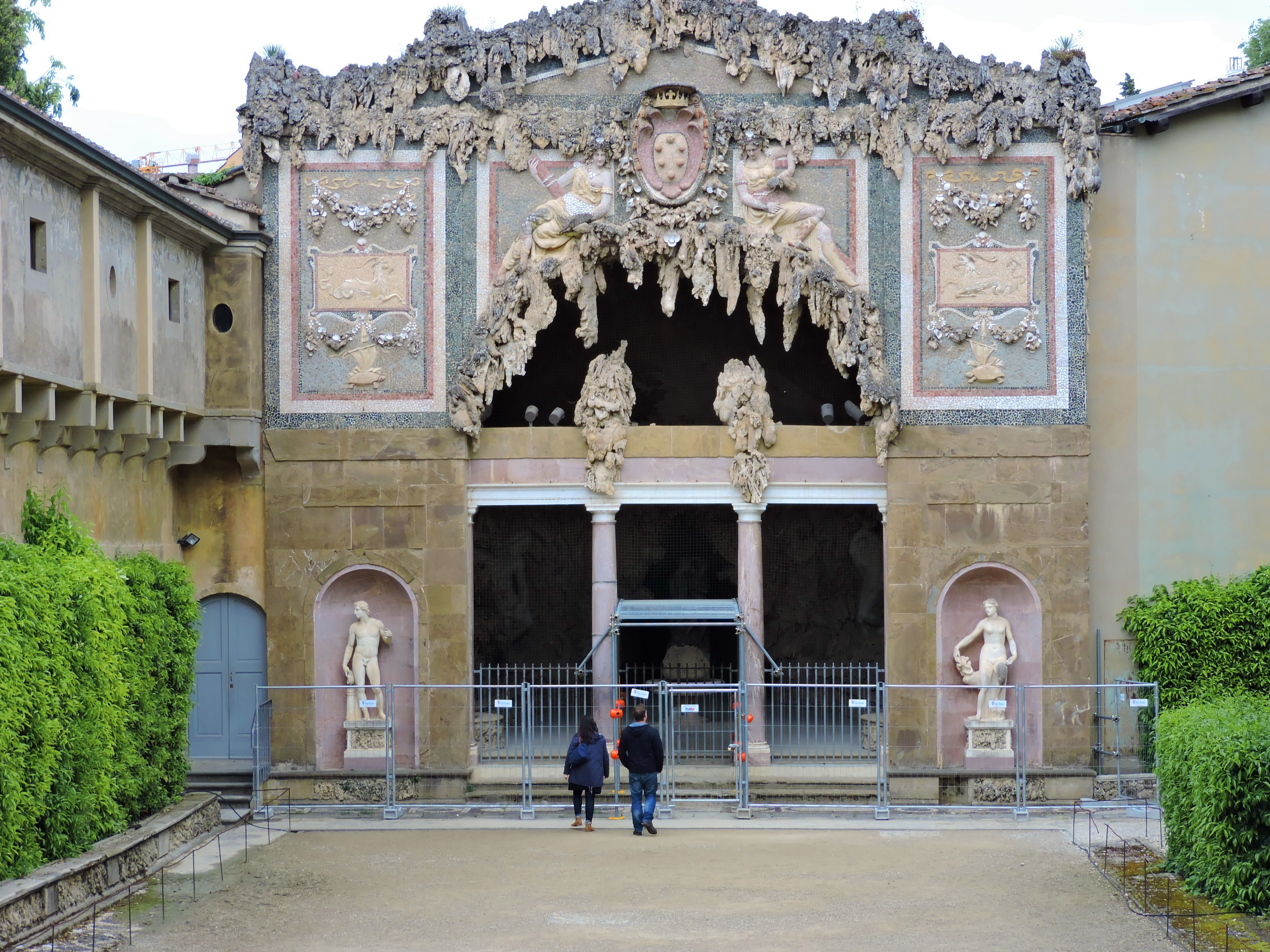
Entrada a la Gruta Grande en los Jardines Bóboli.
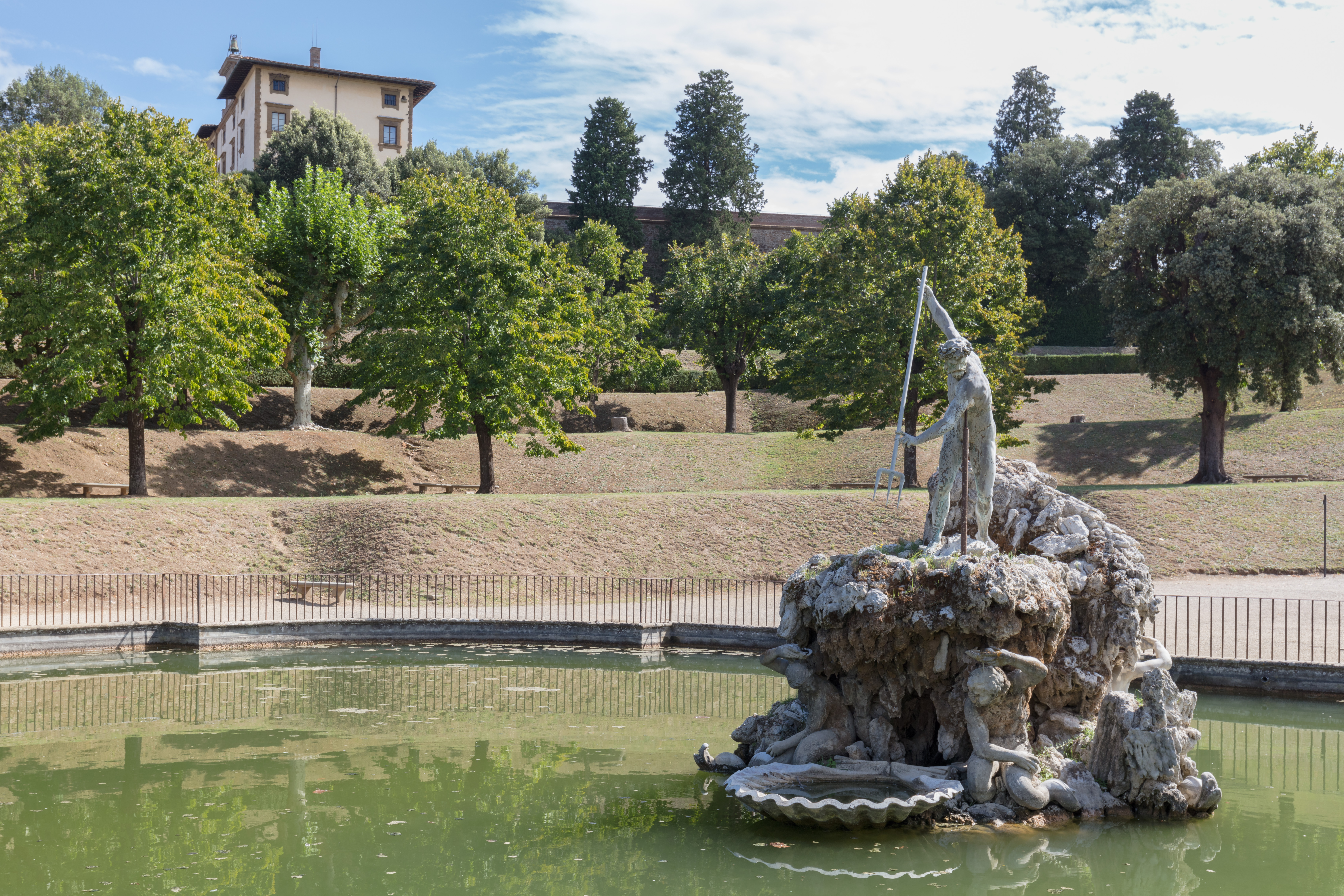
Fuente de Neptuno de los Jardines Bóboli.
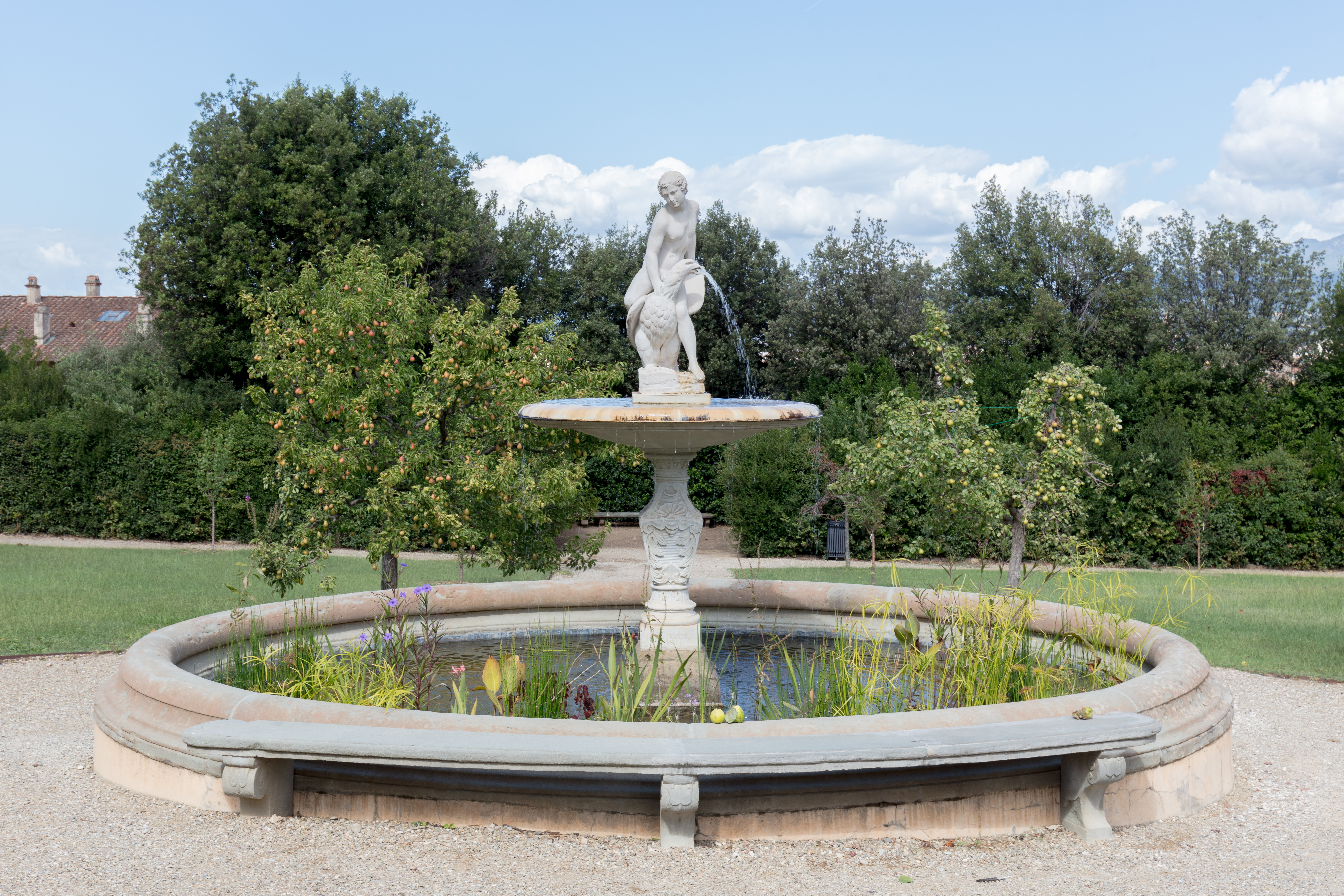
Fuente de Ganimedes.
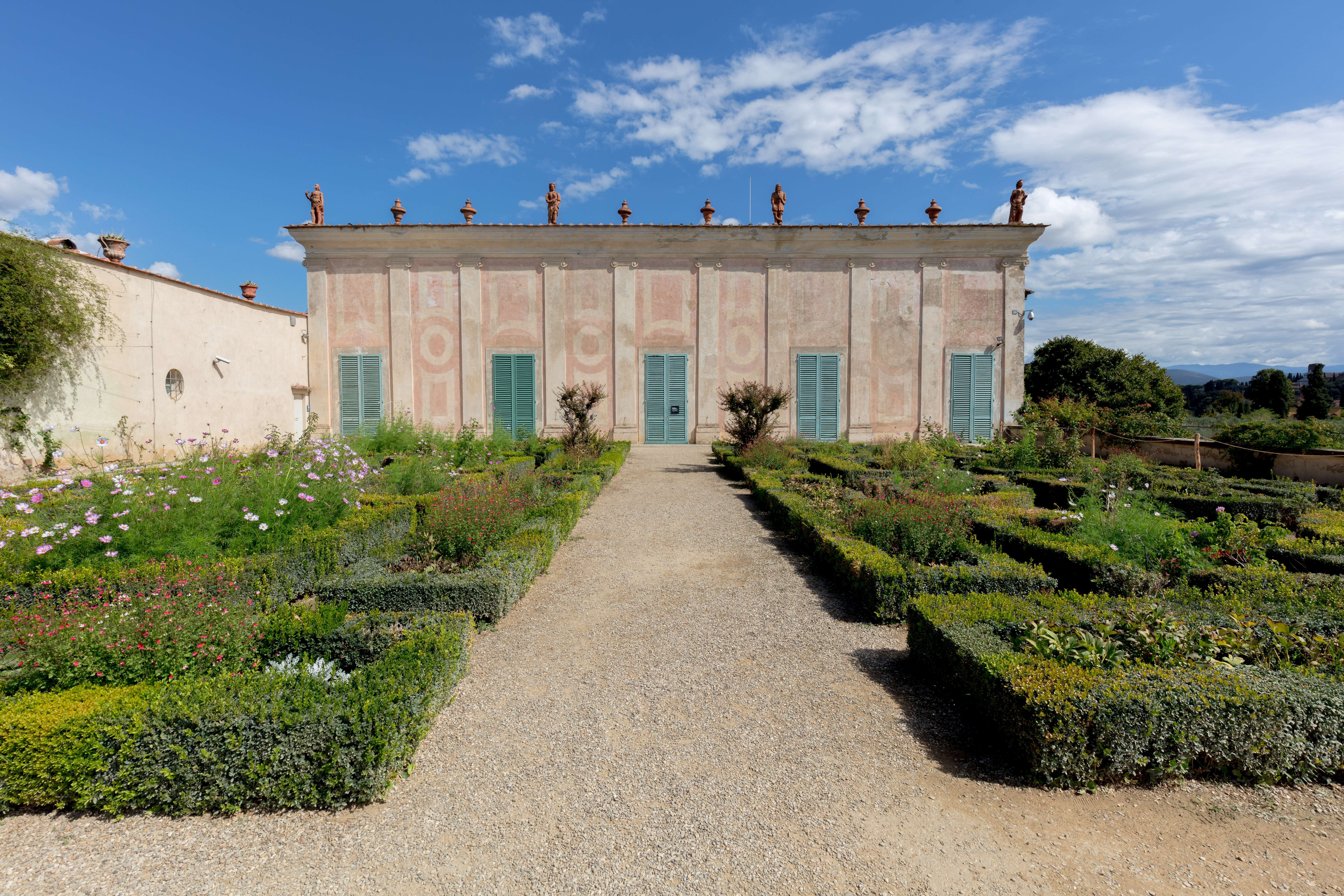
Museo de porcelana.
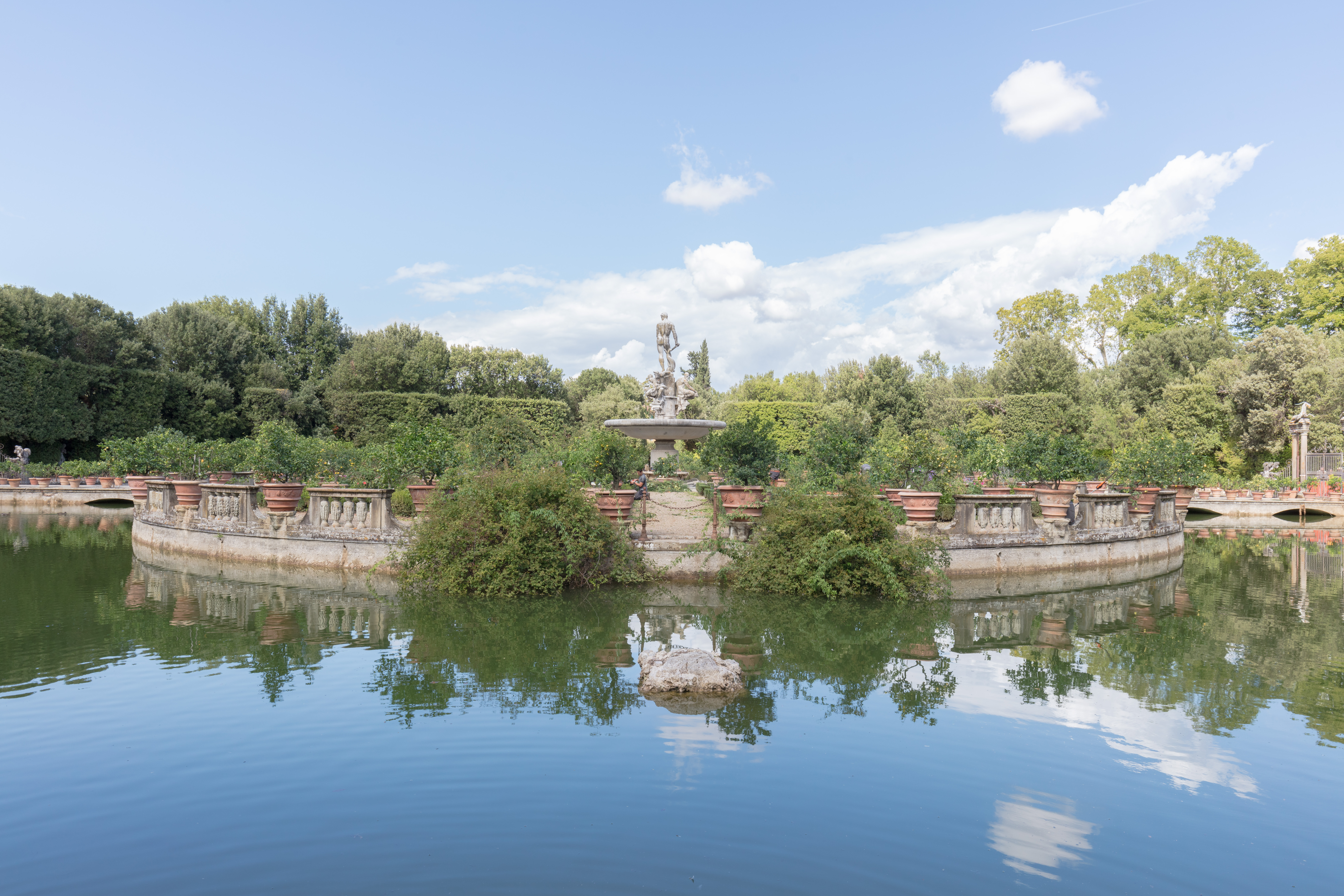
Isolotto.
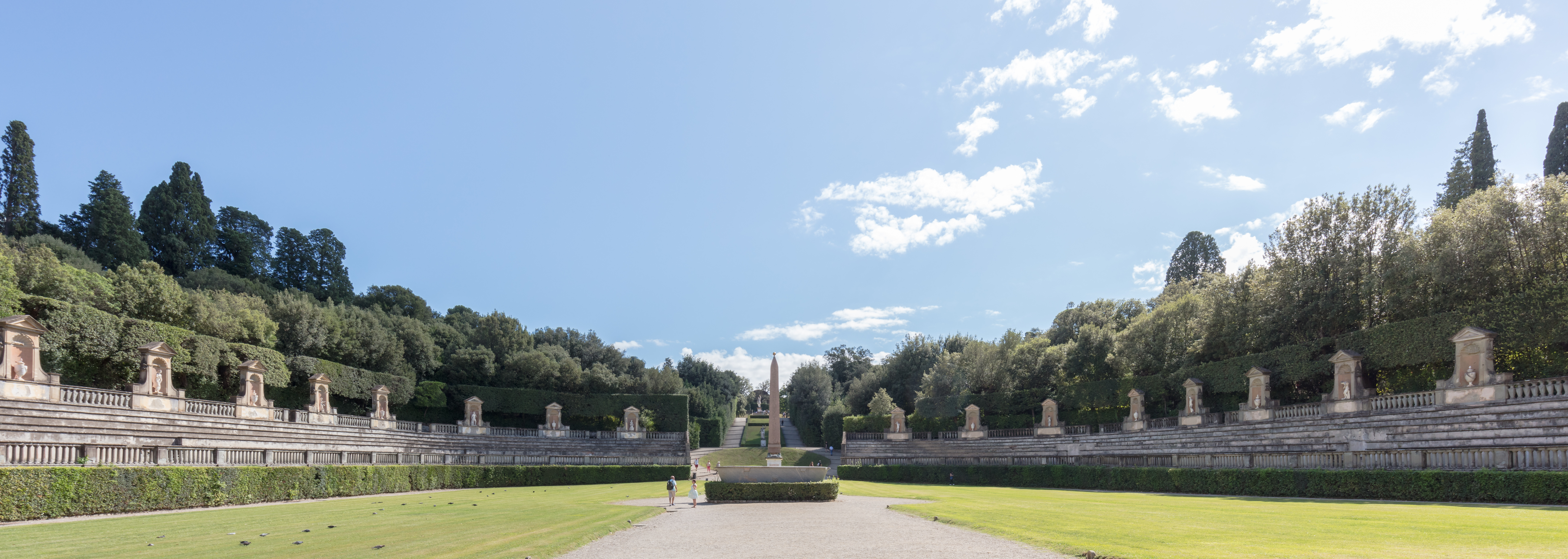
Anfiteatro.
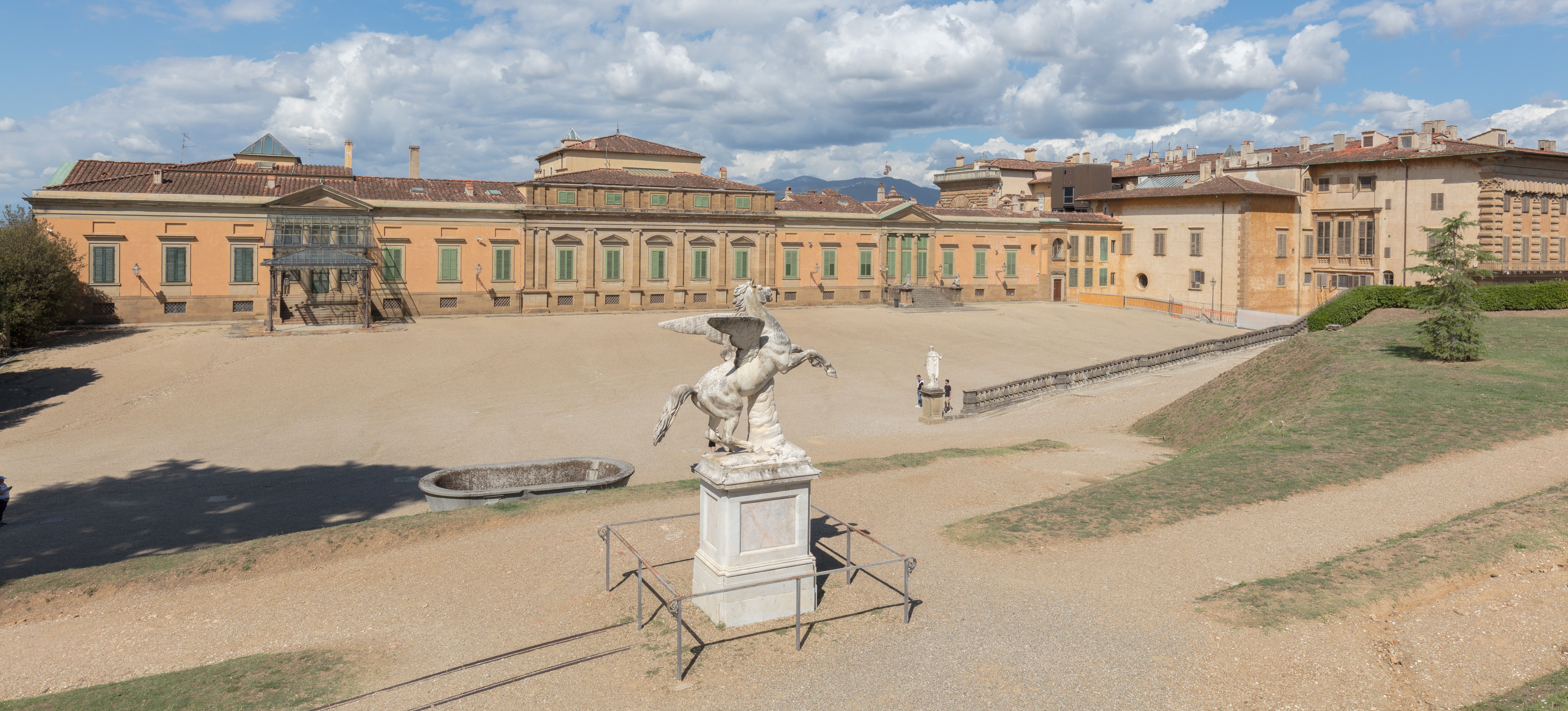
Estatua de Pegaso.